# سيمون فرازير
سيمون فرازير (بالإنجليزية: Simon Fraser)‏ هو سياسي أسترالي، ولد في 21 أغسطس 1832 في كندا، وتوفي في 30 يوليو 1919 في ملبورن في أستراليا بسبب التهاب القصبات. حزبياً، نشط في Protectionist Party ‏. وقد انتخب عضو مجلس الشيوخ الأسترالي ‏ عن دائرة فيكتوريا (29 مارس 1901 – 30 يونيو 1913).